# День муравья
«День муравья» (фр. Le Jour des fourmis) — вторая книга трилогии Бернарда Вербера про муравьёв. Как и предыдущая часть, книга пользовалась успехом, была переведена на 33 языка и получила Гран-при журнала «Elle».

## Сюжет
Действие книги происходит через год после событий первой части. Шли-пу-ни стала королевой Бел-о-Кана и мечтает отомстить Пальцам (так муравьи называют людей) за убийство своей матери. Для этого она собирает поход против них.
Тем временем в мире людей происходят странные убийства химиков, которые занимались разработкой яда против муравьёв. За дело берутся детектив Жак Мелье и журналистка Летиция Уэллс (дочь Эдмонда Уэллса).

## Главные герои
- Шли-пу-ни — королева Бел-о-кана.
- Жак Мелье — знаменитый комиссар из Криминальной бригады Фонтебло.
- Летиция Уэллс — журналистка, которая расследует дела об убийствах химиков.
- № 103683/№ 103 — солдат-исследователь. Предводитель крестового похода против "Пальцев" (Муравьиное название людей).
- № 9 — солдат армии Бел-о-кана, верный королеве Шли-пу-ни.
- № 23 — солдат-мятежник, деист.
- № 24 — солдат, мятежник, основатель свободной Общины корнигеры (СОКа).
- Братья Сальта — химики, самые первые жертвы убийцы.
- Эмиль Каюзак — инспектор, помогающий Жаку Мелье расследовать дела.
- Шарль Дюпейрон — префект.
- Жюльетта Рамирес — участница телепередачи «Головоломка для ума».